# Тюхтят
Тюхтят — село в Курагинском районе Красноярского края России.
Входит в состав Можарского сельсовета.

## География
Село Тюхтят находится на автодороге Курагино — Черемшанка (движение есть до поселка Жаровск).
По южной окраине села протекают речка Тюхтяты и река Казыр.

## История
- В 1871—1912 годах Тюхтят было приписано к приходу Имисской богородицы — Казанской церкви (Согласно метрической книги церквей Минусинского уезда)[2].
- В 1916 году село Тюхтят входило в Имисскую волость, включавшую в себя 34 селения, 6 заимок. Население волости составляло 15 462 человека[3].
- В селе имелось Тюхтятское одноклассное училище.

Известные жители села Тюхтят:
- Иван Цыганков — перед революцией успешно закончил Минусинскую учительскую семинарию (В 1919 г. воевал в партизанской армии П. Е. Щетинкина).

## Инфраструктура
В селе действуют:
- Начальная школа
- Клуб
- Библиотека
- Почтовое отделение

## Население
| 2010 |
| ---- |
| 517  |

Жители заняты народными промыслами, заготовкой древесины и сельским хозяйством.

## Улицы
Село Тюхтят состоит из 18 улиц и более 333 домов.
1. Береговая
2. Березовый переулок
3. Грибной переулок
4. Зеленая
5. Кедровая
6. Луговая
7. Майский переулок
8. Молодежная
9. Полевая
10. Речная
11. Светлый переулок
12. Солнечная
13. Строительный переулок
14. Урожайный переулок
15. Цветочная
16. Яблочный переулок
17. Центральная
18. Садовая

## Транспорт
До села Тюхтят можно доехать на автобусах пригородных маршрутов № 210 (Курагино — Гуляевка) и 213 (Курагино — Черемшанка) по автодороге Курагино — Жаровск. В селе имеется три остановки общественного транспорта.